# Arseniuro di cadmio
L'arseniuro di cadmio, chiamato anche diarseniuro di tricadmio, è un semimetallo inorganico della famiglia II-V con formula Cd3As2 composto da cadmio e arsenico.

## Proprietà

### Termiche
L'arseniuro di cadmio si dissocia tra i 220 °C e 280 °C secondo la seguente reazione:
{\displaystyle {\ce {2Cd3As2(s)->6Cd(g)\ +\ As4(g)}}}
È stata trovata una barriera energetica per la vaporizzazione non stechiometrica dell'arsenico a causa dell'irregolarità delle pressioni parziali con la temperatura. L'intervallo del gap energetico è compreso tra 0,5 e 0,6 eV. L'arseniuro di cadmio fonde a 716 °C e cambia fase a 615 °C.

### Transizione di fase
L'arseniuro di cadmio puro subisce diverse transizioni di fase ad alte temperature, fasi che vengono etichettate come {\displaystyle \alpha } (stabile), {\displaystyle \alpha '}, {\displaystyle \alpha ''} (metastabile) e {\displaystyle \beta }. A 593° avviene la transizione polimorfa {\displaystyle \alpha \to \beta }:
{\displaystyle {\ce {\alpha - Cd3As2 <=> \alpha ' -Cd3As2}}} si verifica a circa 500 K.
{\displaystyle {\ce {\alpha '-Cd3As2 <=> \alpha ''- Cd3As2}}} si verifica a circa 742 K ed è una normale transizione di fase del primo ordine con un marcato ciclo di isteresi.
{\displaystyle {\ce {\alpha '' - Cd3As2 <=> \beta - Cd3As2}}} si verifica a 868 K.
La diffrazione dei raggi X sul cristallo singolo è stata utilizzata per determinare i parametri reticolari dell'arseniuro di cadmio tra 23 °C e 700 °C. La transizione {\displaystyle \alpha \to \alpha '} avviene lentamente e quindi è molto probabilmente una fase intermedia. La transizione {\displaystyle \alpha '\to \alpha ''} avviene molto più velocemente di {\displaystyle \alpha \to \alpha '} e ha un'isteresi termica molto piccola. Questa transizione provoca un cambiamento nel quadruplice asse della cellula tetragonale, causando il gemellaggio dei cristalli. La larghezza dell'anello è indipendente dalla velocità di riscaldamento, sebbene diventi più stretta dopo diversi cicli di temperatura.

### Elettronico
L'arseniuro di cadmio composto ha una pressione di vapore inferiore (0,8 atm) rispetto sia al cadmio che all'arsenico presi separatamente. L'arseniuro di cadmio non si decompone quando viene vaporizzato e ricondensato. Nell'arseniuro di cadmio a concentrazione del portatore è solitamente {\displaystyle (1-4)\times 10^{18}\,\mathrm {elettroni/cm^{3}} }. Nonostante abbiano elevate concentrazioni di portatori, anche le mobilità degli elettroni sono molto elevate (fino a {\displaystyle 10000\,\mathrm {cm^{2}/(V\cdot s)} } a temperatura ambiente).
Nel 2014 l'arseniuro di cadmio ha dimostrato di essere un materiale semimetallico analogo al grafene che esiste in una forma 3D che dovrebbe essere molto più facile da modellare in dispositivi elettronici. I semimetalli Dirac (TDS) topologici tridimensionali (3D) sono analoghi di massa del grafene che mostrano anche una topologia non banale nella sua struttura elettronica che condivide somiglianze con gli isolanti topologici. Inoltre, un TDS può potenzialmente essere guidato in altre fasi esotiche (come semimetalli Weyl, isolanti di assioni e superconduttori topologici), la spettroscopia di fotoemissione risolta ad angolo ha rivelato una coppia di fermioni di Dirac 3D nell'arseniuro di cadmio. Rispetto ad altri TDS 3D, come per esempio il {\displaystyle \beta -}cristobalite BiO2, l'arseniuro di cadmio è stabile e ha velocità di Fermi molto più elevate. Il doping in situ è stato utilizzato per sintonizzare la sua energia di Fermi.

## Conduzione
L'arseniuro di cadmio è un semiconduttore II-V che mostra una conduttività intrinseca degenere del semiconduttore di tipo n con una grande mobilità, una bassa massa efficace e una banda di conduzione altamente non parabolica, o un semiconduttore Narrow-gap. Mostra una struttura a bande invertite e il gap di energia ottica, ad esempio, è inferiore a 0. Quando si deposita per evaporazione termica (deposizione), l'arseniuro di cadmio mostra l'effetto Schottky (emissione termoionica) e l'effetto Poole-Frenkel ad alti campi elettrici.

## Magnetoresistenza
L'arseniuro di cadmio mostra oscillazioni quantistiche molto forti nella resistenza anche alla temperatura relativamente alta di 100K. Ciò lo rende utile per testare i sistemi criomagnetici poiché la presenza di un segnale così forte è un chiaro indicatore di funzione.

## Struttura cristallina
La cella unitaria dell'arseniuro di cadmio è tetragonale. Gli ioni di arsenico sono cubici ravvicinati e gli ioni di cadmio sono coordinati tetraedricamente. Lo studio dei siti tetraedrici vuoti hanno portato alla ricerca di von Stackelberg e Paulus (1935), che ne hanno determinato la struttura primaria. Ogni ione arsenico è circondato da ioni cadmio a sei degli otto angoli di un cubo distorto e i due siti vuoti sono alle diagonali.
L'arseniuro di cadmio appartiene al gruppo spaziale I4 1cd (gruppo nº110) con passo reticolare {\displaystyle a=1,26512(3)\,\mathrm {nm} } e {\displaystyle c=2,54435(4)\,\mathrm {nm} }. Il suo simbolo di Pearson è tl160.
La struttura cristallina dell'arseniuro di cadmio è molto simile a quella del fosfuro di zinco (Zn3P2), dell'arseniuro di zinco (Zn3As2) e del fosfuro di cadmio (Cd3P2). Questi composti del sistema quaternario Zn-Cd-P-As presentano una soluzione solida continua completa.

## Effetto Nernst
L'arseniuro di cadmio viene utilizzato nei rivelatori a infrarossi che utilizzano l'effetto Nernst e nei sensori di pressione dinamica a film sottile. Può essere utilizzato anche per realizzare magnetoresistori e nei fotorivelatori.
L'arseniuro di cadmio può essere usato come drogante per il tellururo di mercurio e cadmio.